# Gregorio Scalise
Gregorio Scalise (Catanzaro, 25 gennaio 1939 – Bologna, 11 maggio 2020) è stato un poeta italiano.

## Biografia
Nasce a Catanzaro da Giuseppe, avvocato nello Stato e Tecla Cottone, figlia di un maestro di musica.
Vive i suoi primi anni in Calabria, poi lascia Catanzaro per Udine, dove si trasferisce con la famiglia e dove trascorre l'adolescenza.
La madre scompare giovane e il bambino alterna ad Udine periodi trascorsi da parenti a Trento e a Bologna: dopo il liceo classico udinese, frequenta a Trieste la facoltà di giurisprudenza, poi passa a quella di lettere all'università vecchia, laureandosi però a Bologna nel 1967.
Lavora come ispettore di dogana al confine austriaco, assicuratore, professore nelle scuole medie e superiori, insegnante per disabili, bibliotecario, ispettore presso la Galleria d'Arte Moderna di Bologna, infine docente di Letteratura e filosofia del Teatro all'Accademia di Belle Arti sempre a Bologna. 
Tutte queste esperienze renderanno Scalise un po' scettico circa la visione dei letterati di professione e non.
Segue anche corsi di studio all'estero, a Vienna, Nizza e Monaco, dove partecipa al ’68 francese e italiano.  Sono gli anni della sua formazione culturale e intellettuale: si avvicina alla filosofia moderna, alla letteratura tedesca, legge testi di sociologia e di estetica.
Il clima politico e culturale è quello descritto nei suoi libri: 
A capo (1968), L'erba al suo erbario (1969), pubblicati con la casa editrice Geiger di Adriano Spatola.
Segue L'uomo nell'astuccio (1969) in copie numerate, oggi esaurito, un testo visivo dove il commento scritto fa da contrappunto alle immagini.
Le pubblicazioni di questo periodo sono quasi dei “manifesti poetici” in cui si guarda all'esperienza della stagione della neo-avanguardia conclusasi in teoria pochi anni prima.
In questo periodo Scalise partecipa attivamente alla cultura militante senza appartenere a gruppi specifici.
Prenderà parte a vari convegni, festival e mostre di poesia visiva (Saragozza, Parigi, Madrid, Montevideo),  pubblicando interventi e proposte su riviste e giornali, ma oltre alla poesia sperimenterà la narrazione, in racconti pubblicati su Carte Segrete, Nuovi Argomenti, Bologna Incontri, e su Il Corriere del Giorno.
È di questo periodo l'avvicinamento di Scalise alla critica d'arte, con la cura di cataloghi e gli scritti per la Galleria d'arte moderna di Bologna.
Un “visivo” sempre più narratore, come dimostrano i racconti Cassandra (Udine 1959, Bologna 1975, 1993), Giacobini neri (Bologna, 1975), La psicologa  (ivi, 1992), Menino de rua (ivi,1991), The profiler (ivi, 2006), ma che non dimentica la poesia: nel 1974 pubblica Sette poesie (Bologna), primo momento di transizione dalle prove sperimentali degli anni precedenti.
È il poema Segni pubblicato nell'antologia curata da Alfonso Berardinelli e Franco Cordelli (Il pubblico della poesia, 1975) a segnare il riconoscimento di Scalise come poeta. 
Il volume rappresenta un tentativo di dare forma e criterio alla produzione della poesia italiana del periodo. 
A sostenere il poemetto sarà soprattutto Franco Fortini, che ha lasciato una forte testimonianza in Breve secondo novecento, ora nei Meridiani Mondatori.
Negli anni Settanta, Scalise si avvicina a tutti quei poeti e intellettuali che a Roma si incontrano agli spettacoli del Beat 72 (Renzo Paris, Biancamaria Frabotta, l'ideatore di quegli incontri, Franco Cordelli...).
Parteciperà a una di quelle serate con il testo L'incubo dei novissimi nel 1977: nel progetto iniziale, poi disatteso, dieci bambini avrebbero dovuto leggere testi dei novissimi, perché – questa la tesi – “il linguaggio non si cambia una volta soltanto ma il suo mutamento è continuo”.
Nel 1979 Scalise pubblica Dodici poesie con la prefazione di Giovanni Raboni, il quale segnala una maturità scalisiana rispetto agli anni precedenti, ma senza perdere quell'unicum che lega tutte le sue raccolte.
Nell'1982 il poeta approda alla casa editrice Arnoldo Mondadori Editore con La resistenza dell'aria, che vince il premio Vallombrosa, assieme a Piero Chiara. 
Nel libro si raccolgono le esperienze maturate dopo il '68 (il testo più indicativo in questo senso si intitola La firma di Shakespeare) e si inizia un discorso sistematico, con volontà di ricostruzione dei nessi sintattici e logici, restando al di qua della liricità abituale e dagli esiti scontati e scontabili.
Diventa importante per Scalise il mondo dei poeti milanesi, di cui ammira la professionalità e la serietà e all'interno del quale nascono belle amicizie.
Degli anni Ottanta sono le raccolte di poesie  Gli artisti (1986) con la prefazione di Maurizio Cucchi e Danny Rose (1989), in cui viene recuperato un discorso sempre più logico e asciutto.
Sempre di questo decennio è l'intenso rapporto con il teatro. 
Testi di Scalise vengono segnalati o premiati (Premio Riccione, 1979, Vallecorsi Pistoia, 1980) e rappresentati a Roma, Napoli, Palermo e a Bologna in particolare dal Gruppo Libero diretto da Bianca Maria Pirazzoli. 
In totale produrrà quaranta testi teatrali.
Nel 1984, con il saggio Bruciapensieri, si ha una prima riflessione sulla poesia e sull'invenzione, finché, negli anni Novanta, la cesura col recente passato lo porta a pubblicare due pamphlet: Ma cosa c'è da ridere?, (1993), contro i comici tv e la miseria che ne deriva con la società complice che accetta e benedice tutto questo, e Talk show system (1995), contro i talk show e la situazione televisiva italiana di quegli anni.
Segue un silenzio poetico, interrotto nel 1997 da Poesie degli anni novanta, che però racconta in versi il presente con tutte le sue guerre, senza far mancare considerazioni sulla lingua, sulla parola con un ripensamento sulla sua generazione. Lo stesso anno è ospite del Premio Città di Recanati.
Nel 2000 è ospite a Saint Nazaire della Maison des écrivains, e lì, nella quiete bretone, scrive Un silenzio popolato, diario del soggiorno tra l'estetico e il riflessivo.
Poi è la volta di una riflessione sulla violenza e sulla guerra (Pensieri sulla guerra), cui seguono i libri di poesia Controcanti,  La perfezione delle formule, entrambi nel 2000 e Nell'ombra e nel vento (2005).
Chiude in parte questo periodo Nuovi Segni (Almanacco dello Specchio 2005) e la pubblicazione de La contraddizione iniziale, dove Scalise raccoglie i suoi scritti di intervento e di riflessione critica sulla poesia, a partire dal 1975.

## Opere

### Poesia

#### Raccolte poetiche
- A capo (Geiger, Torino 1968)
- L'erba al suo erbario (Geiger, Torino 1969)
- L'uomo nell'astuccio (testo visivo uscito in copie numerate, 1969)
- Sette poesie (Bologna 1974)
- Poemetti (in “Quaderno collettivo” n. 1, Guanda, Milano 1977)
- Dodici poesie (in “Almanacco dello specchio” n. 8, a cura di M. Forti, Mondadori, Milano 1979)
- La resistenza dell'aria (Mondadori, Milano 1982)
- Gli artisti (Lunario nuovo, Catania 1986)
- Danny Rose (Amadeus, Montebelluna 1989)
- Poesie dagli anni '90 (Orizzonti Meridionali, Cosenza 1997)
- La perfezione delle formule (Stampa, Varese 1999)
- Controcanti (Quaderni del circolo degli artisti, Faenza 2001)
- Nell'ombra nel vento (Art, Bologna, 2005)
- Opera-opera poesie scelte 1968-2007 (Luca Sossella editore, Roma, 2007)
- Là dove tutto esiste (Art, Bologna, 2009)
- Le parole non sono mai esatte, disegni di Massimo Dagnino (Edizioni L'Arca Felice, Salerno, 2014)
- Nuovi segni, copertina e disegni interni di Massimo Dagnino (Algra, Catania, 2017)

### Poesia visiva
- Attività visive, 66 operatori d'avanguardia di tutto il mondo (Circolo Italsider, Taranto, ottobre 1969)
- Exposicion internacional de ediciones de vanguardia (Ovum 10, Montevideo, Uruguay 1969)
- Festival de la postal creativa (“Galeria U”, Montevideo, Uruguay 1969)
- De poesia avanzada (Università di Zaragoza, aprile 1970)
- Sotto forma di poesia/spettacolo (Circolo universitario, Caloria, Napoli 1970)
- Poesia internacional de vanguardia (Galeria de arte Danae, marzo/aprile 1970)
- Exposicion exhaustiva de la nueva poesia (“Galeria U”, Montevideo, Uruguay febbraio/marzo 1972)
- Exposicion Internacional de Poesia Visual (2º Bienal, Panama, 1972)
- Nota sulla poesia visiva (Laboratorio n. 2, Bologna 1977)

### Prosa

#### Narrativa
- Un silenzio popolato. No stories, Edizioni Minerva, Bologna, 2018

#### Saggistica
- Bruciapensieri (Il cavaliere azzurro, Bologna 1983)
- Ma cosa c'è da ridere? (Synergon, Bologna 1993)
- Talk Show System (Synergon, Bologna 1995)
- La contraddizione iniziale (ediz. Magenta, Varese, 2006)

Curatele
- Pensieri sulla guerra (Gruppi consiliari Verdi, Bologna 2000)

### Presenza in antologie

#### Antologie italiane
- Il pubblico della poesia a cura di F. Cordelli e A. Berardinelli (Lerici, Cosenza 1975)
- La parola innamorata: I poeti nuovi 1976-1978, a cura di G..Pontiggia e E. Di Mauro, (Feltrinelli, Milano, 1978)
- La poesia italiana di oggi, a cura di M. Lunetta, (Newton Compton Editori, Roma, 1981)
- La poesia degli anni settanta, a cura di Antonio Porta (Feltrinelli, Milano 1979)
- Giovanni Raboni, Dodici poesie, “Almanacco dello specchio” n.8, a cura di M. Forti (Mondadori, Milano 1979)
- Il pensiero e il corpo, a cura di F. Doplicher e U. Piersanti. (Quaderni di Stilb. Fano 1986)
- In my End is my Beginning (i Poeti italiani negli anni ottanta e novanta) (Tascabili Ripostes, Salerno 1966)
- Poeti italiani del secondo novecento, a cura di M. Cucchi e S. Giovanardi (Mondadori, Milano 1996 e Oscar Mondadori, Milano 2004)
- I sentieri della notte. Figure e percorsi della poesia italiana del nuovo Millennio, a cura di G. De Santis (Crocetti, Milano 1996)
- Poesia e realtà. 1945-2000, a cura di Giancarlo Majorino (ed. Marco Tropea, Milano, 2000)
- Terra e scrittura. Voci della cultura calabrese, a cura di Dante Maffia, (edizioni Paideia, Firenze, 2003)
- Poesia e realtà.1945-2000, a cura di Giancarlo Majorino. (Marco Tropea Editore)
- Il pubblico della poesia. Trent'anni dopo, a cura di Alfonso Berardinelli e Franco Cordelli, (Castelvecchi, Roma, 2004)
- Almanacco dello specchio, a cura di Maurizio Cucchi e A. Riccardi, n. 1 (Mondadori, Milano, 2005)

#### Antologie estere
- (EN)  Italian Poetry 1960-1980. From Neo to Post Avant-Garde, a cura di A. Spatola and Paul Vangelisti (Invisible City, San Francisco–Los Angeles, 1982)
- (ES)  Poesia italiana de hoy (La narracion del desengano), a cura di P. Civitareale (Olifante ediciones de poesia, Saragozza, 1984)
- Vernissage, Antologia della poesia italiana contemporanea (Mosca, 1986)
- (EN)  Poetry, Italian Poetry since World War II, a cura di P. Cerchi e J. Parisi, ottobre-novembre 1989 (edizione bilingue)
- (ES)  Venticinco anos de poesia in Italia (De la neoavanguardia a nuestras dias), a cura di Juana Castro e Emilio Coco (Edicion Parallelo 38, Cordoba 1990)
- (EN)  Italian poetry 1950 to 1990, a cura di Gayle Ridinger (Dante University Press, Boston, 1996)
- (EN)  Eureka (Poetry and criticism) (Tokyo, 1998)

### Teatro (parziale)
- Il pupazzo azzurro (1978)
- Ultima lettera allo scenografo (1980)
- Milena risponde a Kafka (1986)
- Marylin 5 agosto (1988)
- Boite à conduire (1998)
- Tutte le donne del viaggiatore (2000)
- Sartre (2007)
- Richiesta di danni alla sinistra (2007)

### Interviste
- M. Guidi, Scalise, cos'è la poesia?, “Il Resto del Carlino”, 17 luglio 1978
- N. Ordine, A colloquio con Gregorio Scalise, “Il Giornale di Calabria”, 15 aprile 1979
- S. Batisti e M. Bettarini, Gregorio Scalise, in Chi è il poeta?, Gammalibri, Milano 1980
- C. Petrignani, I poeti e l'amore, “Il Messaggero”, 6 agosto 1982
- M. Guidi, Assurdo con ironia, “Il Resto del Carlino”, 19 maggio 1982
- Niva Lorenzini, Incontro con Gregorio Scalise, “Parol” 1984
- Scrivere a Bologna (intervista), “Mongolfiera”, dicembre 1991
- F. Palma, Il poeta interrogato, Ripostes, Salerno 1993
- M. Gobbi, Incontro letterario con Gregorio Scalise, “La Gazzetta di Reggio”, 10 luglio 1994
- C. Cardona, Intervista a Gregorio Scalise, Rai 3, settembre 1994
- Walter Siti, Una cosa chiamata poesia, Radiotre, 3 marzo 1996
- A. Mascariello, Risposta al questionario, in Poeti al cinema, Pitagora Editrice, Bologna 1996
- Intervento negli Atti del convegno Per la poesia tra Novecento e nuovo millennio, Milano 29/30 ottobre 1996, pubblicati in “Letture”-Supplemento, a. 52, maggio 1997
- G. Tabanelli, Un giovane autore che non ha voluto credere a tutti i miti del '68, “La discussione delle idee”, 17 dicembre 1997
- P. Parenti, La Bologna di Gregorio Scalise, “La Repubblica”, 21 novembre 1998
- D. Barone, Incontro con Gregorio Scalise, “Le voci della luna”, Bologna 13 maggio 2000
- E. C. Una raccolta per la voce della poesia, “Il resto del Carlino”, 17 giugno 2000
- C. Cipparrone, Dove va la letteratura?, “La Provincia Cosentina”, 21 gennaio 2001
- P. Binco, Scalise, il poeta impossibile, “Il Mattino” 15 agosto 2001
- P. Finucci, Il ripostiglio di Balzac: colloquio con Gregorio Scalise, Laboratorio di scrittura al femminile, Bologna 2003
- G. Musetti, Alcune domande a Gregorio Scalise, “Almanacco del Ramo D'oro” n. 4, Trieste 2004
- Mariaelisa Giocondo, Colloquio con Gregorio Scalise, il poeta dei sassi lucenti, Tellusfolio, 2009